# Lorraine Hillas
Lorraine Hillas, född den 11 december 1961, är en australisk landhockeyspelare.
Hon tog OS-guld i damernas landhockeyturnering i samband med de olympiska landhockeytävlingarna 1988 i Seoul.